# Anitha Jepchumba Kiptum
Anitha Jepchumba Kiptum (* 16. Februar 1981) ist eine kenianische Langstreckenläuferin, die sich auf Straßenläufe spezialisiert hat.
2007 stellte sie beim Alsterlauf mit 32:12 min den aktuellen Streckenrekord auf. 2008 gewann sie den Kerzerslauf, den Luzerner Stadtlauf und den Halbmarathonbewerb des Hannover-Marathons, wiederholte ihren Erfolg beim Alsterlauf und wurde Zweite bei der Route du Vin.

## Persönliche Bestzeiten
- 10-km-Straßenlauf: 32:12 min, 9. September 2007, Hamburg
- Halbmarathon: 1:12:53 h, 28. September 2008, Remich

| Personendaten    | Personendaten                    |
| ---------------- | -------------------------------- |
| NAME             | Kiptum, Anitha Jepchumba         |
| KURZBESCHREIBUNG | kenianische Langstreckenläuferin |
| GEBURTSDATUM     | 16. Februar 1981                 |